# Cabinet (formato di file)
Cabinet (CAB) è un formato di file di compressione dei dati sviluppato da Microsoft. Inizialmente il formato di file era noto come Diamond.
Il formato CAB prevede diversi metodi di compressione, alcuni dei quali basati su DEFLATE, denominati MSZIP, Quantum e LZX.
Viene utilizzato principalmente in ambiente Windows per la distribuzione di driver. Windows Installer utilizza i file cabinet, mentre InstallShield nonostante condivida l'estensione non usa tale formato. Altre varianti del formato sono i file .PUZ generati da Microsoft Publisher e i file di installazione Windows CE.